# Bromskirchen
Bromskirchen est une municipalité allemande située dans l'arrondissement de Waldeck-Frankenberg et dans le land de la Hesse. Elle se trouve à la limite avec le land de Rhénanie-du-Nord-Westphalie, dans une zone très boisée.

## Jumelages
| Ville | Ville      | Pays | Pays   | Période                    |
| ----- | ---------- | ---- | ------ | -------------------------- |
|       | Arrou      |      | France | 1978 - 31 janvier 2016     |
|       | Vald'Yerre |      | France | depuis le 1er janvier 2017 |

## Sources
- (de) Cet article est partiellement ou en totalité issu de l’article de Wikipédia en allemand intitulé « Bromskirchen » (voir la liste des auteurs).